# Astragalus glochidiatus
Astragalus glochidiatus är en ärtväxtart som beskrevs av Maassoumi. Astragalus glochidiatus ingår i släktet vedlar, och familjen ärtväxter. Inga underarter finns listade i Catalogue of Life.